# El Plan, Ilamatlán
El Plan är en ort i Mexiko.   Den ligger i kommunen Ilamatlán och delstaten Veracruz, i den sydöstra delen av landet, 170 km nordost om huvudstaden Mexico City. El Plan ligger 299 meter över havet och antalet invånare är 234.
Terrängen runt El Plan är huvudsakligen kuperad. El Plan ligger nere i en dal. Runt El Plan är det ganska tätbefolkat, med 58 invånare per kvadratkilometer. Närmaste större samhälle är Xochiatipan de Castillo, 7,2 km öster om El Plan. I omgivningarna runt El Plan växer i huvudsak städsegrön lövskog.